# Сура Аль-Муддассир
Сура Аль-Муддассир (араб. سورة المدثر) або Закутаний — сімдесят четверта сура Корану. Мекканська, містить 76 аятів.